# مسورة (الرياشية)

تعديل مصدري - تعديل

مسورة هي إحدى قرى عزلة جبل الرياشية بمديرية الرياشية التابعة لمحافظة البيضاء، بلغ تعداد سكانها 81 نسمة حسب تعداد اليمن لعام 2004.